# Holländische Schwertlilie

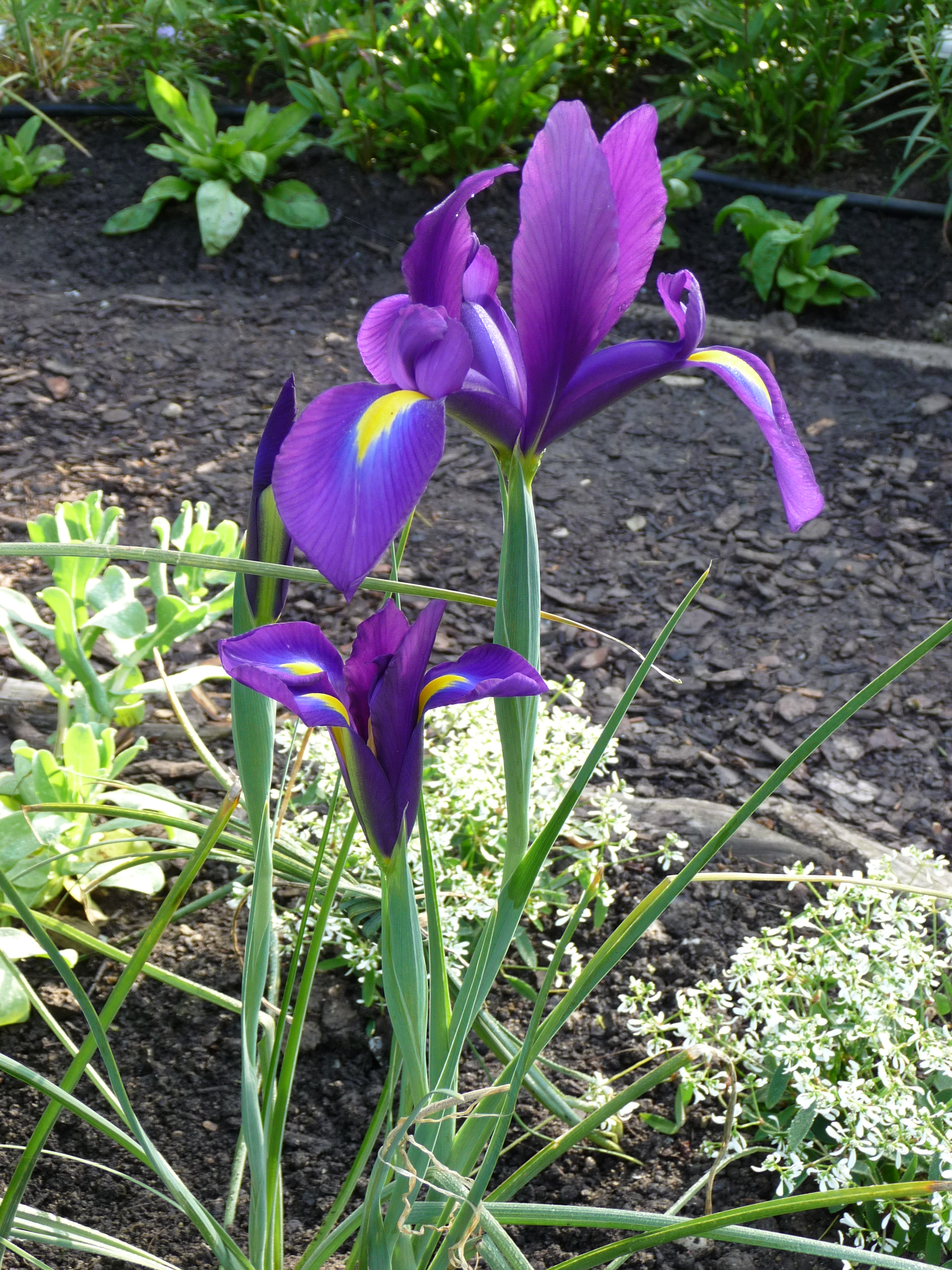
Iris × hollandica ‚Purple Sensation‘

Die Holländische Schwertlilie (Iris × hollandica hort.) ist eine Hybride aus der Gattung der Schwertlilien (Iris) innerhalb der Familie der Schwertliliengewächse (Iridaceae). Die Art ähnelt der Spanischen Schwertlilie (Iris xiphium). Sie entstand ab 1891 aus Kreuzungen von Spanischer Schwertlilie mit Iris tingitana, Iris boissieri und weiteren Arten. Ihr Blütezeit liegt im Mai. Es gibt zahlreiche Sorten mit violetten, blauen, gelben, bronzefarbenen und weißen Blüten. Sie wird ganzjährig zur Produktion von Schnittblumen in Treibhäusern gezogen. In der Freilandkultur ist sie wenig ausdauernd, empfindlich und benötigt einen Winterschutz.

## Belege
- Eckehart J. Jäger, Friedrich Ebel, Peter Hanelt, Gerd K. Müller (Hrsg.): Rothmaler Exkursionsflora von Deutschland (= Krautige Zier- und Nutzpflanzen. Band 5). Spektrum Akademischer Verlag, Berlin/Heidelberg 2008, ISBN 978-3-8274-0918-8.